# Liste des choix de repêchages des Sharks de San José
Cette liste contient tous les joueurs de hockey sur glace ayant été repêchés par les Sharks de San José, franchise de la Ligue nationale de hockey. Les joueurs listés ci-dessus n'ont pas obligatoirement joué un match sous le maillot de l'équipe.
Elle regroupe les joueurs depuis le Repêchage de 1991 organisé par la LNH en 1990-1991, jusqu’à aujourd’hui,. Les joueurs sont classés par année de repêchage. Les deux premières colonnes donnent le rang et le tour auquel le joueur a été repêché, suivies de son nom, de sa nationalité et de sa position de jeu.

## 1991
| No  | Tour | Nom              | Nationalité      | Position       |
| --- | ---- | ---------------- | ---------------- | -------------- |
| 2   | 1er  | Pat Falloon      | Canada           | Ailier droit   |
| 23  | 2e   | Ray Whitney      | Canada           | Ailier gauche  |
| 30  | 2e   | Sandis Ozoliņš   | Union soviétique | Défenseur      |
| 45  | 3e   | Dody Wood        | Canada           | Ailier gauche  |
| 67  | 4e   | Kerry Toporowski | Canada           | Défenseur      |
| 89  | 5e   | Dan Ryder        | Canada           | Gardien de but |
| 111 | 6e   | Fredrik Nilsson  | Suède            | Ailier gauche  |
| 133 | 7e   | Jaroslav Otevřel | Tchécoslovaquie  | Ailier gauche  |
| 155 | 8    | Dean Grillo      | États-Unis       | Centre         |
| 177 | 9    | Corwin Saurdiff  | États-Unis       | Gardien de but |
| 199 | 10   | Dale Craigwell   | Canada           | Centre         |
| 221 | 11   | Aaron Kriss      | États-Unis       | Défenseur      |
| 243 | 12   | Mikhaïl Kravets  | Union soviétique | Ailier droit   |
| 1   | R.S  | Jeff McLean      | Canada           | Centre         |
| 7   | R.S  | Mark Beaufait    | États-Unis       | Centre         |

## 1992
| No | Tour | Nom                  | Nationalité     | Position       |
| -- | ---- | -------------------- | --------------- | -------------- |
| 1  | 3e   | Mike Rathje          | Canada          | Défenseur      |
| 1  | 10   | Andreï Nazarov       | Russie          | Ailier gauche  |
| 3  | 51   | Aleksandr Tcherbaïev | Russie          | Ailier droit   |
| 4  | 75   | Jan Čaloun           | Tchécoslovaquie | Ailier droit   |
| 5  | 99   | Marcus Ragnarsson    | Suède           | Défenseur      |
| 6  | 123  | Michal Sýkora        | Tchécoslovaquie | Défenseur      |
| 7  | 147  | Éric Bellerose       | Canada          | Ailier gauche  |
| 8  | 171  | Ryan Smith           | Canada          | Défenseur      |
| 9  | 195  | Chris Burns          | Canada          | Gardien de but |
| 10 | 219  | Aleksandr Kholomeïev | Russie          | Ailier droit   |
| 11 | 243  | Victor Ignatjev      | Lettonie        | Défenseur      |
| 3  | R.S  | Brian Konowalchuk    | États-Unis      | Centre         |

## 1993
| No  | Tour | Nom               | Nationalité        | Position       |
| --- | ---- | ----------------- | ------------------ | -------------- |
| 6   | 1er  | Viktor Kozlov     | Russie             | Centre         |
| 28  | 2e   | Shean Donovan     | Canada             | Ailier droit   |
| 45  | 2e   | Vlastimil Kroupa  | République tchèque | Défenseur      |
| 58  | 3e   | Ville Peltonen    | Finlande           | Ailier gauche  |
| 80  | 4e   | Aleksandr Osadchy | Russie             | Défenseur      |
| 106 | 5e   | Andreï Bouschan   | Ukraine            | Défenseur      |
| 132 | 6e   | Petri Varis       | Finlande           | Ailier gauche  |
| 154 | 6e   | Fredrik Oduya     | Suède              | Défenseur      |
| 158 | 7e   | Anatoli Filatov   | Kazakhstan         | Ailier droit   |
| 184 | 8    | Todd Holt         | Canada             | Ailier droit   |
| 210 | 9    | Jonas Forsberg    | Suède              | Gardien de but |
| 236 | 10   | Jeff Salajko      | Canada             | Gardien de but |
| 262 | 11   | Jamie Matthews    | Canada             | Centre         |
| 2   | R.S  | Dean Sylvester    | États-Unis         | Ailier droit   |

## 1994
| No  | Tour | Nom                        | Nationalité        | Position       |
| --- | ---- | -------------------------- | ------------------ | -------------- |
| 11  | 1er  | Jeff Friesen               | Canada             | Ailier gauche  |
| 37  | 2e   | Angel Nikolov              | République tchèque | Défenseur      |
| 66  | 3e   | Alekseï Iegorov            | Russie             | Ailier droit   |
| 89  | 4e   | Václav Varaďa              | République Tchèque | Ailier droit   |
| 115 | 5e   | Brian Swanson              | États-Unis         | Centre         |
| 141 | 6e   | Aleksandr Koroliouk        | Russie             | Ailier gauche  |
| 167 | 7e   | Sergueï Gorbatchev         | Russie             | Ailier droit   |
| 193 | 8    | Eric Landry                | Canada             | Ailier droit   |
| 219 | 9    | Ievgueni Nabokov           | Kazakhstan         | Gardien de but |
| 240 | 10   | Tomas Pisa                 | République Tchèque | Ailier droit   |
| 245 | 10   | Aniket Dhadphale           | États-Unis         | Ailier gauche  |
| 271 | 11   | David-Alexandre Beauregard | Canada             | Ailier gauche  |

## 1995
| No  | Tour | Nom              | Nationalité        | Position       |
| --- | ---- | ---------------- | ------------------ | -------------- |
| 12  | 1er  | Teemu Riihijärvi | Finlande           | Ailier gauche  |
| 38  | 2e   | Peter Roed       | États-Unis         | Centre         |
| 64  | 3e   | Marko Makinen    | Finlande           | Ailier droit   |
| 90  | 4e   | Vesa Toskala     | Finlande           | Gardien de but |
| 116 | 5e   | Miikka Kiprusoff | Finlande           | Gardien de but |
| 130 | 5e   | Michal Broš      | République tchèque | Centre         |
| 140 | 6e   | Timo Hakanen     | Finlande           | Centre         |
| 142 | 6e   | Jaroslav Kudrna  | République Tchèque | Ailier gauche  |
| 167 | 7e   | Brad Mehalko     | Canada             | Ailier droit   |
| 168 | 7e   | Robert Jindrich  | République Tchèque | Défenseur      |
| 194 | 8    | Ryan Kraft       | États-Unis         | Centre         |
| 220 | 9    | Mikko Markkonen  | Finlande           | Ailier droit   |

## 1996
| No  | Tour | Nom             | Nationalité | Position       |
| --- | ---- | --------------- | ----------- | -------------- |
| 2   | 1er  | Andreï Ziouzine | Russie      | Défenseur      |
| 21  | 1er  | Marco Sturm     | Allemagne   | Centre         |
| 55  | 3e   | Terry Friesen   | Canada      | Gardien de but |
| 102 | 4e   | Matt Bradley    | Canada      | Ailier droit   |
| 137 | 6e   | Michel Larocque | Canada      | Gardien de but |
| 164 | 7e   | Jake Deadmarsh  | Canada      | Défenseur      |
| 191 | 8    | Cory Cyrenne    | Canada      | Centre         |
| 217 | 9    | David Thibeault | Canada      | Ailier gauche  |

## 1997
| No  | Tour | Nom              | Nationalité | Position      |
| --- | ---- | ---------------- | ----------- | ------------- |
| 2   | 1er  | Patrick Marleau  | Canada      | Centre        |
| 23  | 1er  | Scott Hannan     | Canada      | Défenseur     |
| 82  | 4e   | Adam Colagiacomo | Canada      | Ailier droit  |
| 107 | 5e   | Adam Spylo       | Canada      | Ailier droit  |
| 163 | 7e   | Joe Dusbabek     | États-Unis  | Ailier droit  |
| 192 | 8    | Cam Severson     | Canada      | Ailier gauche |
| 219 | 9    | Mark Smith       | Canada      | Centre        |

## 1998
| No  | Tour | Nom               | Nationalité | Position      |
| --- | ---- | ----------------- | ----------- | ------------- |
| 3   | 1er  | Brad Stuart       | Canada      | Défenseur     |
| 29  | 2e   | Jonathan Cheechoo | Canada      | Ailier droit  |
| 65  | 3e   | Éric Laplante     | Canada      | Ailier gauche |
| 98  | 4e   | Rob Davison       | Canada      | Défenseur     |
| 104 | 4e   | Miroslav Zálešák  | Slovaquie   | Ailier droit  |
| 127 | 5e   | Brandon Coalter   | Canada      | Ailier gauche |
| 145 | 5e   | Mikael Samuelsson | Suède       | Ailier droit  |
| 185 | 7e   | Robert Mulick     | Canada      | Défenseur     |
| 212 | 8    | Jim Fahey         | États-Unis  | Défenseur     |

## 1999
| No  | Tour | Nom             | Nationalité | Position      |
| --- | ---- | --------------- | ----------- | ------------- |
| 14  | 1er  | Jeff Jillson    | États-Unis  | Défenseur     |
| 82  | 3e   | Mark Concannon  | États-Unis  | Ailier gauche |
| 111 | 4e   | Willie Levesque | États-Unis  | Ailier droit  |
| 155 | 5e   | Niko Dimitrakos | États-Unis  | Ailier droit  |
| 229 | 8    | Eric Betournay  | Canada      | Centre        |
| 241 | 8    | Douglas Murray  | Suède       | Défenseur     |
| 257 | 9    | Hannes Hyvönen  | Finlande    | Ailier droit  |

## 2000
| No  | Tour | Nom             | Nationalité        | Position       |
| --- | ---- | --------------- | ------------------ | -------------- |
| 41  | 2e   | Tero Maatta     | Finlande           | Défenseur      |
| 104 | 4e   | Jon DiSalvatore | États-Unis         | Ailier droit   |
| 142 | 5e   | Michal Pinc     | République tchèque | Centre         |
| 166 | 5e   | Nolan Schaefer  | Canada             | Gardien de but |
| 183 | 6e   | Michal Macho    | Slovaquie          | Centre         |
| 246 | 8    | Chad Wiseman    | Canada             | Ailier gauche  |
| 256 | 8    | Pasi Saarinen   | Finlande           | Défenseur      |

## 2001
| No  | Tour | Nom               | Nationalité        | Position       |
| --- | ---- | ----------------- | ------------------ | -------------- |
| 20  | 1er  | Marcel Goc        | Allemagne          | Centre         |
| 106 | 4e   | Christian Ehrhoff | Allemagne          | Défenseur      |
| 107 | 4e   | Dimitri Pätzold   | Allemagne          | Gardien de but |
| 140 | 5e   | Tomáš Plíhal      | République tchèque | Ailier gauche  |
| 175 | 6e   | Ryane Clowe       | Canada             | Ailier droit   |
| 182 | 6e   | Tom Cavanagh      | États-Unis         | Ailier droit   |

## 2002
| No  | Tour | Nom              | Nationalité        | Position     |
| --- | ---- | ---------------- | ------------------ | ------------ |
| 27  | 1er  | Mike Morris      | États-Unis         | Ailier droit |
| 52  | 2e   | Dan Spang        | États-Unis         | Défenseur    |
| 86  | 3e   | Jonas Fiedler    | République tchèque | Ailier droit |
| 139 | 5e   | Kris Newbury     | Canada             | Centre       |
| 163 | 5e   | Tom Walsh        | États-Unis         | Défenseur    |
| 217 | 7e   | Tim Conboy       | États-Unis         | Défenseur    |
| 288 | 9    | Michael Hutchins | États-Unis         | Défenseur    |

## 2003
| No  | Tour | Nom                | Nationalité        | Position       |
| --- | ---- | ------------------ | ------------------ | -------------- |
| 6   | 1er  | Milan Michálek     | République tchèque | Ailier droit   |
| 16  | 1er  | Steve Bernier      | Canada             | Ailier droit   |
| 43  | 2e   | Josh Hennessy      | États-Unis         | Centre         |
| 47  | 2e   | Matthew Carle      | États-Unis         | Défenseur      |
| 139 | 5e   | Patrick Ehelechner | Allemagne          | Gardien de but |
| 201 | 7e   | Jonathan Tremblay  | Canada             | Ailier droit   |
| 205 | 7e   | Joe Pavelski       | États-Unis         | Centre         |
| 216 | 7e   | Kai Hospelt        | Allemagne          | Centre         |
| 236 | 8    | Alexander Hult     | Suède              | Centre         |
| 267 | 9    | Brian O'Hanley     | États-Unis         | Défenseur      |
| 276 | 9    | Carter Lee         | États-Unis         | Attaquant      |

## 2004
| No  | Tour | Nom                  | Nationalité        | Position       |
| --- | ---- | -------------------- | ------------------ | -------------- |
| 22  | 1er  | Lukáš Kašpar         | République tchèque | Ailier droit   |
| 94  | 3e   | Thomas Greiss        | Allemagne          | Gardien de but |
| 126 | 4e   | Torrey Mitchell      | Canada             | Centre         |
| 129 | 4e   | Jason Churchill      | Canada             | Gardien de but |
| 153 | 5e   | Steven Zalewski      | États-Unis         | Centre         |
| 201 | 7e   | Mike Vernace         | Canada             | Défenseur      |
| 225 | 7e   | Dave MacDonald       | Canada             | Défenseur      |
| 234 | 8    | Derek MacIntyre      | États-Unis         | Gardien de but |
| 288 | 9    | Brian Mahoney-Wilson | États-Unis         | Gardien de but |
| 289 | 9    | Christian Jensen     | États-Unis         | Défenseur      |

## 2005
| No  | Tour | Nom                 | Nationalité | Position       |
| --- | ---- | ------------------- | ----------- | -------------- |
| 8   | 1er  | Devin Setoguchi     | Canada      | Ailier droit   |
| 35  | 2e   | Marc-Édouard Vlasic | Canada      | Défenseur      |
| 112 | 4e   | Alex Stalock        | États-Unis  | Gardien de but |
| 140 | 5e   | Taylor Dakers       | Canada      | Gardien de but |
| 149 | 5e   | Derek Joslin        | Canada      | Défenseur      |
| 162 | 5e   | P.J. Fenton         | États-Unis  | Attaquant      |
| 183 | 6e   | Will Colbert        | Canada      | Défenseur      |
| 193 | 6e   | Tony Lucia          | États-Unis  | Ailier gauche  |

## 2006
| No  | Tour | Nom           | Nationalité | Position      |
| --- | ---- | ------------- | ----------- | ------------- |
| 16  | 1er  | Ty Wishart    | Canada      | Défenseur     |
| 36  | 2e   | Jamie McGinn  | Canada      | Ailier gauche |
| 98  | 4e   | James Delory  | Canada      | Défenseur     |
| 143 | 5e   | Ashton Rome   | Canada      | Ailier droit  |
| 202 | 7e   | John McCarthy | États-Unis  | Ailier gauche |
| 203 | 7e   | Jay Barriball | États-Unis  | Ailier droit  |

## 2007
| No  | Tour | Nom               | Nationalité | Position       |
| --- | ---- | ----------------- | ----------- | -------------- |
| 9   | 1er  | Logan Couture     | Canada      | Centre         |
| 28  | 1er  | Nick Petrecki     | États-Unis  | Défenseur      |
| 83  | 3e   | Timo Pielmeier    | Allemagne   | Gardien de but |
| 91  | 3e   | Tyson Sexsmith    | Canada      | Gardien de but |
| 165 | 6e   | Patrik Zackrisson | Suède       | Ailier droit   |
| 173 | 6e   | Nick Bonino       | États-Unis  | Centre         |
| 201 | 7e   | Justin Braun      | États-Unis  | Défenseur      |
| 203 | 7e   | Frazer McLaren    | Canada      | Ailier gauche  |

## 2008
| No  | Tour | Nom            | Nationalité | Position       |
| --- | ---- | -------------- | ----------- | -------------- |
| 62  | 3e   | Justin Daniels | États-Unis  | Centre         |
| 92  | 4e   | Samuel Groulx  | Canada      | Défenseur      |
| 106 | 4e   | Harri Säteri   | Finlande    | Gardien de but |
| 146 | 5e   | Julien Demers  | Canada      | Défenseur      |
| 177 | 6e   | Tommy Wingels  | États-Unis  | Centre         |
| 186 | 7e   | Jason Demers   | Canada      | Défenseur      |
| 194 | 7e   | Drew Daniels   | États-Unis  | Ailier droit   |

## 2009
| No  | Tour | Nom             | Nationalité | Position  |
| --- | ---- | --------------- | ----------- | --------- |
| 43  | 2e   | William Wrenn   | États-Unis  | Défenseur |
| 57  | 2e   | Taylor Doherty  | Canada      | Défenseur |
| 147 | 5e   | Philip Varone   | Canada      | Centre    |
| 189 | 7e   | Marek Viedensky | Slovaquie   | Centre    |
| 207 | 7e   | Dominik Bielke  | Allemagne   | Défenseur |

## 2010
| No  | Tour | Nom                 | Nationalité | Position     |
| --- | ---- | ------------------- | ----------- | ------------ |
| 28  | 1er  | Charlie Coyle       | États-Unis  | Centre       |
| 88  | 3e   | Max Gaede           | États-Unis  | Ailier droit |
| 127 | 5e   | Cody Ferriero       | États-Unis  | Centre       |
| 129 | 5e   | Freddie Hamilton    | Canada      | Centre       |
| 136 | 5e   | Isaac Macleod       | Canada      | Défenseur    |
| 163 | 6e   | Konrad Abeltshauser | Allemagne   | Défenseur    |
| 188 | 7e   | Lee Moffie          | États-Unis  | Défenseur    |
| 200 | 7e   | Chris Crane         | États-Unis  | Ailier droit |

## 2011
| No  | Tour | Nom               | Nationalité | Position      |
| --- | ---- | ----------------- | ----------- | ------------- |
| 47  | 2e   | Matthew Nieto     | États-Unis  | Ailier gauche |
| 89  | 3e   | Justin Sefton     | Canada      | Défenseur     |
| 133 | 5e   | Sean Kuraly       | États-Unis  | Centre        |
| 166 | 6e   | Daniil Sobtchenko | Ukraine     | Centre        |
| 179 | 6e   | Dylan DeMelo      | Canada      | Défenseur     |
| 194 | 7e   | Colin Blackwell   | États-Unis  | Centre        |

## 2012
| No  | Tour | Nom                   | Nationalité        | Position     |
| --- | ---- | --------------------- | ------------------ | ------------ |
| 17  | 1er  | Tomáš Hertl           | République tchèque | Centre       |
| 55  | 2e   | Chris Tierney         | Canada             | Centre       |
| 109 | 4e   | Christophe Lalancette | Canada             | Ailier droit |
| 138 | 5e   | Daniel O'Regan        | Allemagne          | Centre       |
| 168 | 6e   | Cliff Watson          | États-Unis         | Défenseur    |
| 198 | 7e   | Joakim Ryan           | États-Unis         | Défenseur    |

## 2013
| No  | Tour | Nom                     | Nationalité | Position       |
| --- | ---- | ----------------------- | ----------- | -------------- |
| 18  | 1er  | Mirco Müller            | Suisse      | Défenseur      |
| 49  | 2e   | Gabryel Paquin-Boudreau | Canada      | Ailier gauche  |
| 117 | 4e   | Fredrik Bergvik         | Suède       | Gardien de but |
| 141 | 5e   | Michael Brodzinski      | États-Unis  | Défenseur      |
| 151 | 5e   | Gage Ausmus             | États-Unis  | Défenseur      |
| 201 | 7e   | Jacob Jackson           | États-Unis  | Centre         |
| 207 | 7e   | Emil Galimov            | Russie      | Ailier gauche  |

## 2014
| No  | Tour | Nom               | Nationalité | Position      |
| --- | ---- | ----------------- | ----------- | ------------- |
| 27  | 1er  | Nikolaï Goldobine | Russie      | Ailier droit  |
| 46  | 2e   | Julius Bergman    | Suède       | Défenseur     |
| 53  | 2e   | Noah Rod          | Suisse      | Ailier droit  |
| 72  | 3e   | Alex Schoenborn   | États-Unis  | Ailier droit  |
| 81  | 3e   | Dylan Sadowy      | Canada      | Ailier gauche |
| 102 | 4e   | Alexis Vanier     | Canada      | Défenseur     |
| 149 | 5e   | Rourke Chartier   | Canada      | Centre        |
| 171 | 6e   | Kevin Labanc      | États-Unis  | Ailier droit  |

## 2015
| No  | Tour | Nom             | Nationalité | Position       |
| --- | ---- | --------------- | ----------- | -------------- |
| 9   | 1er  | Timo Meier      | Suisse      | Ailier droit   |
| 31  | 2e   | Jérémy Roy      | Canada      | Défenseur      |
| 86  | 3e   | Mike Robinson   | États-Unis  | Gardien de but |
| 106 | 4e   | Adam Helewka    | Canada      | Ailier gauche  |
| 130 | 5e   | Kārlis Čukste   | Lettonie    | Défenseur      |
| 142 | 5e   | Rūdolfs Balcers | Lettonie    | Ailier gauche  |
| 160 | 6e   | Adam Parsells   | États-Unis  | Défenseur      |
| 190 | 7e   | Marcus Vela     | Canada      | Centre         |
| 193 | 7e   | Jake Kupsky     | Canada      | Gardien de but |

## 2016
| No  | Tour | Nom               | Nationalité | Position      |
| --- | ---- | ----------------- | ----------- | ------------- |
| 60  | 2e   | Dylan Gambrell    | États-Unis  | Centre        |
| 111 | 4e   | Noah Gregor       | Canada      | Centre        |
| 150 | 5e   | Manuel Wiederer   | Allemagne   | Centre        |
| 180 | 6e   | Mark Shoemaker    | Canada      | Défenseur     |
| 210 | 7e   | Joachim Blichfeld | Danemark    | Ailier gauche |

## 2017
| No  | Tour | Nom                  | Nationalité | Position      |
| --- | ---- | -------------------- | ----------- | ------------- |
| 19  | 1er  | Josh Norris          | États-Unis  | Centre        |
| 49  | 2e   | Mario Ferraro        | Canada      | Défenseur     |
| 102 | 4e   | Scott Reedy          | États-Unis  | Centre        |
| 159 | 6e   | Jacob McGrew         | États-Unis  | Ailier droit  |
| 185 | 6e   | Alexander Chmelevski | États-Unis  | Centre        |
| 212 | 7e   | Ivan Tchekhovitch    | Russie      | Ailier gauche |

## 2018
| No  | Tour | Nom              | Nationalité | Position       |
| --- | ---- | ---------------- | ----------- | -------------- |
| 21  | 1er  | Ryan Merkley     | Canada      | Défenseur      |
| 87  | 3e   | Linus Karlsson   | Suède       | Centre         |
| 102 | 4e   | Jasper Weatherby | États-Unis  | Centre         |
| 176 | 6e   | Zacharie Émond   | Canada      | Gardien de but |
| 182 | 6e   | John Leonard     | États-Unis  | Ailier gauche  |

## 2019
| No  | Tour | Nom               | Nationalité | Position      |
| --- | ---- | ----------------- | ----------- | ------------- |
| 48  | 2e   | Artemi Kniazev    | Russie      | Défenseur     |
| 55  | 2e   | Dillon Hamaliuk   | Canada      | Ailier gauche |
| 108 | 4e   | Iegor Spiridonov  | Russie      | Centre        |
| 164 | 6e   | Timour Ibraguimov | Russie      | Ailier gauche |
| 184 | 6e   | Santeri Hatakka   | Finlande    | Défenseur     |

## 2020
| No  | Tour | Nom               | Nationalité | Position      |
| --- | ---- | ----------------- | ----------- | ------------- |
| 31  | 1er  | Ozzy Wiesblatt    | Canada      | Ailier gauche |
| 38  | 2e   | Thomas Bordeleau  | États-Unis  | Centre        |
| 56  | 2e   | Tristen Robins    | Royaume-Uni | Ailier droit  |
| 76  | 3e   | Danil Gouchtchine | Russie      | Ailier gauche |
| 98  | 4e   | Brandon Coe       | Canada      | Ailier droit  |
| 196 | 7e   | Alex Young        | Canada      | Centre        |
| 201 | 7e   | Adam Raška        | Tchéquie    | Ailier droit  |
| 206 | 7e   | Linus Oberg       | Suède       | Centre        |
| 210 | 7e   | Timofeï Spitserov | Russie      | Ailier droit  |

## 2021
| No  | Tour | Nom                | Nationalité | Position       |
| --- | ---- | ------------------ | ----------- | -------------- |
| 7   | 1er  | William Eklund     | Suède       | Ailier gauche  |
| 81  | 3e   | Benjamin Gaudreau  | Canada      | Gardien de but |
| 103 | 4e   | Gannon Laroque     | Canada      | Défenseur      |
| 121 | 4e   | Ethan Cardwell     | Canada      | Ailier droit   |
| 135 | 5e   | Artiom Gouriev     | Russie      | Défenseur      |
| 156 | 5e   | Max McCue          | Canada      | Centre         |
| 167 | 6e   | Liam Gilmartin     | États-Unis  | Ailier gauche  |
| 177 | 6e   | Theo Jacobsson     | Suède       | Centre         |
| 199 | 7e   | Ievgueni Kachnikov | Russie      | Défenseur      |

### 2022
| No  | Tour | Nom             | Nationalité | Position       |
| --- | ---- | --------------- | ----------- | -------------- |
| 27  | 1er  | Filip Bystedt   | Suède       | Centre         |
| 34  | 2e   | Cameron Lund    | États-Unis  | Centre         |
| 45  | 2e   | Mattias Hävelid | Suède       | Défenseur      |
| 76  | 3e   | Michael Fisher  | États-Unis  | Défenseur      |
| 108 | 4e   | Mason Beaupit   | Canada      | Gardien de but |
| 140 | 5e   | Jake Furlong    | Canada      | Défenseur      |
| 172 | 6e   | Joey Muldowney  | États-Unis  | Ailier droit   |
| 195 | 7e   | Eli Barnett     | Canada      | Défenseur      |
| 217 | 7e   | Reese Laubach   | États-Unis  | Centre         |